# Antoine Koné
Antoine Koné (ur. 10 stycznia 1963 w Ferkessédougou, zm. 8 maja 2019 w Abidżanie) – duchowny katolicki z Wybrzeża Kości Słoniowej, biskup Odienné w latach 2009–2019.

## Życiorys
Święcenia kapłańskie otrzymał 29 grudnia 1991 i został inkardynowany do diecezji Katiola. Pracował jako wykładowca w niższym seminarium diecezjalnym oraz w międzyregionalnym seminarium w Anyamie.
1 lipca 2009 papież Benedykt XVI mianował do biskupem ordynariuszem diecezji Odienné. Sakry udzielił mu 22 sierpnia 2009 kardynał Bernard Agré.
Zmarł w Abidżanie 8 maja 2019.